# Dilaver Gök
Dilaver Gök (* 1965 in Divriği) ist ein deutsch-türkischer Schauspieler, Autor und Theatergründer.
Gök ist nach einem Studium von 1983 bis 1987 an der Technischen Universität Istanbul Diplomingenieur der Geophysik. 1992 kam er nach Deutschland. Hier arbeitet er nach diversen anderen Tätigkeiten als Schauspieler im Theaterbereich. Gök ist Mitbegründer und Vorstandsmitglied des à la turca theaters, spielt aber auch an weiteren Bühnen. Er gehörte zum Uraufführungsensemble der beachteten 2009er Theateradaption des Fernsehfilmes Wut (2006) von Volker Lösch am Stuttgarter Schauspiel, wo er den Vater der Hauptfigur spielte. Unter Nuran David Calis spielte er dort ferner den Hausmeister in Dantons Tod; auch Kindertheater am Jungen Ensemble Stuttgart.
Daneben ist er schriftstellerisch tätig, so als Verfasser von Kurzgeschichten. Mit seiner Lesecomedy wurde er unter anderem zur Stuttgartnacht eingeladen. Für das interkulturelle Kindertheaterstück Pelle, das Zirkuskind nach Marjaleena Lembcke besorgte er die Übersetzung ins Türkische. Einen Buchbeitrag verfasste er für den von Cem Özdemir und Wolfgang Schuster herausgegebenen Band Mitten in Deutschland über erfolgreiche Migranten.

## Einzelbelege
1. ↑  http://www.schauspiel-stuttgart.de/spielplan/la-lnea--die...le/dilaver-goek/@1@2Vorlage:Toter+Link/www.schauspiel-stuttgart.de+(Seite+nicht+mehr+abrufbar,+festgestellt+im+April+2018.+Suche+in+Webarchiven) Datei:Pictogram+voting+info.svg Info:+Der+Link+wurde+automatisch+als+defekt+markiert.+Bitte+prüfe+den+Link+gemäß+Anleitung+und+entferne+dann+diesen+Hinweis.
2. ↑  http://www.nachtkritik.de/index.php?option=com_content&task=view&id=2695&Itemid=40
3. ↑  Cem Özdemir/Wolfgang Schuster: Mitten in Deutschland. Deutsch-türkische Erfolgsgeschichten. Herder, Freiburg [u. a.] 2011, ISBN 978-3-451-30469-9.
4. ↑  http://www.fitz-stuttgart.de/programm/inszenierungen/pelle-das-zirkuskind/

| Personendaten    | Personendaten                                             |
| ---------------- | --------------------------------------------------------- |
| NAME             | Gök, Dilaver                                              |
| KURZBESCHREIBUNG | deutsch-türkischer Schauspieler, Autor und Theatergründer |
| GEBURTSDATUM     | 1965                                                      |
| GEBURTSORT       | Divriği                                                   |